# شهرستان باتلر (آلاباما)
شهرستان باتلر، آلاباما (به انگلیسی: Butler County, Alabama) شهرستانی در ایالات متحده آمریکا است که در آلاباما واقع شده‌است.

## خصوصیات
شهرستان باتلر ۲٬۰۱۵٫۰۲ کیلومترمربع مساحت دارد.